# Onthophagus baraudi
Onthophagus baraudi là một loài bọ cánh cứng trong họ Bọ hung (Scarabaeidae).